# 艾昂頓鎮區 (北卡羅萊納州林肯縣)
艾昂頓鎮區（英語：Ironton Township）是位於美國北卡羅萊納州林肯縣的一個鎮區。

## 地方資料
艾昂頓鎮區的面積為185.96平方千米，皆為陸地。根據2020年美國人口普查的數據，當地共有人口22002人，而人口密度為每平方千米118.32人。